# Acacia daemon
Acacia daemon är en ärtväxtart som beskrevs av Ignatz Urban. Acacia daemon ingår i släktet akacior, och familjen ärtväxter. IUCN kategoriserar arten globalt som starkt hotad. Inga underarter finns listade i Catalogue of Life.